# Barbara Siemieniuk
Barbara Siemieniuk (ur. 14 grudnia 1983) – polska judoczka.
Była zawodniczka UKJ Orzeł Warszawa (1996-2004). Dwukrotna brązowa medalistka mistrzostw Polski seniorek w kategorii powyżej 78 kg (2000, 2001). Ponadto m.in. młodzieżowa mistrzyni Polski 2003 i mistrzyni Polski juniorek 2001.